# Geschichte des Marxismus
Die Geschichte des Marxismus schildert die historische Entwicklung jener Form von Gesellschaftstheorie, welche sich auf die Schriften von Karl Marx (1818–1883) und Friedrich Engels (1820–1895) beruft und allgemein als Marxismus bezeichnet wird. Ebenso thematisiert werden die politischen Auswirkungen, gesellschaftlichen Bewegungen und staatsrechtlichen Veränderungen, die unter Bezugnahme auf die marxistische Theorie insbesondere im 20. Jahrhundert real umgesetzt wurden.

## Grundlagen und Entstehung
Um die Grundlagen des Marxismus besser zu verstehen, schlägt Lenin eine Einteilung der dafür wichtigsten theoretischen Auseinandersetzungen mit Denkern vor, die Marx und Engels führten:
- die Auseinandersetzung mit dem Materialismus Feuerbachs und der Dialektik Hegels
- die Auseinandersetzung mit den englischen Nationalökonomen, wie Adam Smith und David Ricardo
- die Auseinandersetzung mit den französischen (utopischen) Sozialisten, wie Henri de Saint-Simon, Charles Fourier und Pierre-Joseph Proudhon.

## Marx und Engels
Die ersten Erscheinungsjahre der Schriften von Marx und Engels gelten als Entstehungszeit des Marxismus. Ab 1841 arbeitete Marx in der Rheinischen Zeitung, die er später leitete, und die schließlich 1843 wegen ihrer radikalen oppositionellen Haltung verboten wurde. Das Pamphlet Die heilige Familie oder Kritik der kritischen Kritik. Gegen Bruno Bauer & Consorten veröffentlichte er 1845 zusammen mit Engels; 1847 verfasste Marx Das Elend der Philosophie als kritische Antwort auf Proudhons „Philosophie des Elends“.
Im Februar 1848 schrieb er gemeinsam mit Engels im Auftrag des Bundes der Kommunisten, dem beide angehörten, das Manifest der Kommunistischen Partei, das dem Bund als Programm dienen sollte. Dieses bedeutende marxistische Werk, das neben dem Kapital das wohl bekannteste von Marx ist, enthält zunächst Beschreibungen der damaligen Lebensverhältnisse, besonders der Unterschiede zwischen der arbeitenden und der herrschenden Klasse. Darauf aufbauend fordert es die Abschaffung des Kapitalismus und die Schaffung neuer, kommunistischer Lebensverhältnisse: der „Sturz der Bourgeoisherrschaft“ sollte durch unumgängliche Klassenkämpfe erfolgen. Es geht zudem auch auf den Antisozialismus bzw. später Antikommunismus dieser Epoche ein. Von 1872 bis 1892 erschienen Neuauflagen mit neuen Vorworten, in denen meist ergänzende Bemerkungen gemacht wurden.
In den Jahren 1848/49 waren Marx und Engels außerdem in der Neuen Rheinischen Zeitung journalistisch tätig.
1852 veröffentlichte Marx die Schrift Der achtzehnte Brumaire des Louis Bonaparte, in der er den Staatsstreich Louis Napoleons 1851 aus historischer, aber vor allem gesellschaftsanalytischer Sichtweise betrachtet. Er erklärt den Verlauf der bürgerlichen Revolution durch seine Geschichtstheorie und setzt sich anlässlich des geführten Klassenkampfes außerdem mit seiner Theorie der proletarischen Revolution auseinander. Der Achtzehnte Brumaire übte Einfluss auf die Totalitarismusforschung aus. Nach marxistisch-leninistischer Sichtweise wird darin dargelegt, dass eine siegreiche proletarische Revolution den bürgerlichen Staatsapparat zerbrechen müsse.
1859 wurde die Schrift Zur Kritik der politischen Ökonomie veröffentlicht, die bereits alle Hauptannahmen, die Marx später in seinem Hauptwerk Das Kapital darlegt, beinhaltet. 1867 erschien dann der erste Teil der knapp 3000 Seiten starken Trilogie Das Kapital. Band 1: Der Produktionsprozeß des Kapitals enthält die Definition einer „Ware“ und das Zustandekommen des Tauschwertes dieser Ware sowie umfangreiche Theorien zu Geld und Arbeit.
Band 2: Der Zirkulationsprozeß des Kapitals, sowie Band 3: Der Gesamtprozeß der kapitalistischen Produktion wurden erst nach seinem Tod 1885 und 1894 von Engels herausgegeben. Engels gab mit der Herausgabe dieser Bände, wie auch mit eigenen populärwissenschaftlichen Zusammenfassungen, entscheidende Anstöße zur marxistischen Theoriebildung.
1878 veröffentlichte Engels Herrn Eugen Dührings Umwälzung der Wissenschaft, oder kurz, den Anti-Dühring. Ursprünglich auf Bitten Wilhelm Liebknechts verfasst, um den Einfluss Dührings zu schmälern, entwickelte sich der polemisch verfasste Anti-Dühring neben der Kurzfassung Die Entwicklung des Sozialismus von der Utopie zur Wissenschaft zu den meistgelesenen Werken der Ur-Marxisten Karl Marx und Friedrich Engels, und nicht etwa Das Kapital. Die Bedeutung des „Anti-Dühring“ liegt nicht in seiner Auseinandersetzung mit Dühring, sondern in der Darlegung der „kommunistischen Weltanschauung“ (Vorwort zur 2. Auflage). Nicht nur die Grundzüge des Marxismus werden dargelegt, es werden auch Themen abgehandelt, die bisher unberührt blieben.
In Abgrenzung zu anderen Bestrebungen, wie dem utopischen Sozialismus oder Anarchismus, die auch die immer größer werdende Arbeiterklasse in ihre Theorien und Überlegungen einbezogen, prägte Friedrich Engels für seine und Marx’ Theorien den Begriff des Wissenschaftlichen Sozialismus.
Schon zu Lebzeiten von Marx bildete sich eine Gruppierung von Sozialisten, die sich „Marxisten“ nannte, aber bereits um die Jahrhundertwende schon stark inhaltlich abwich.

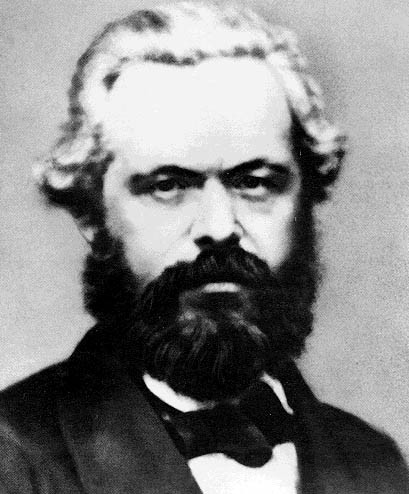
Karl Marx (1861)
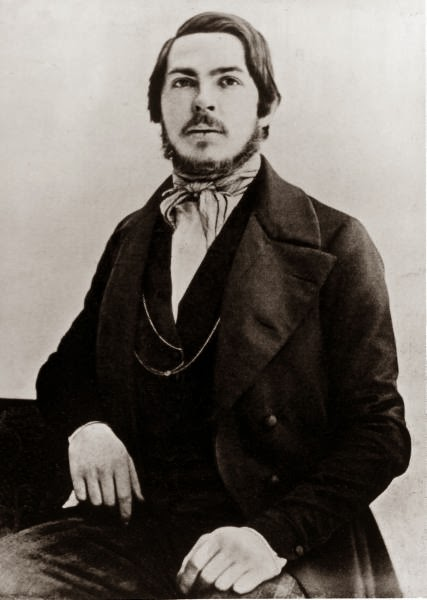
Friedrich Engels (1840)
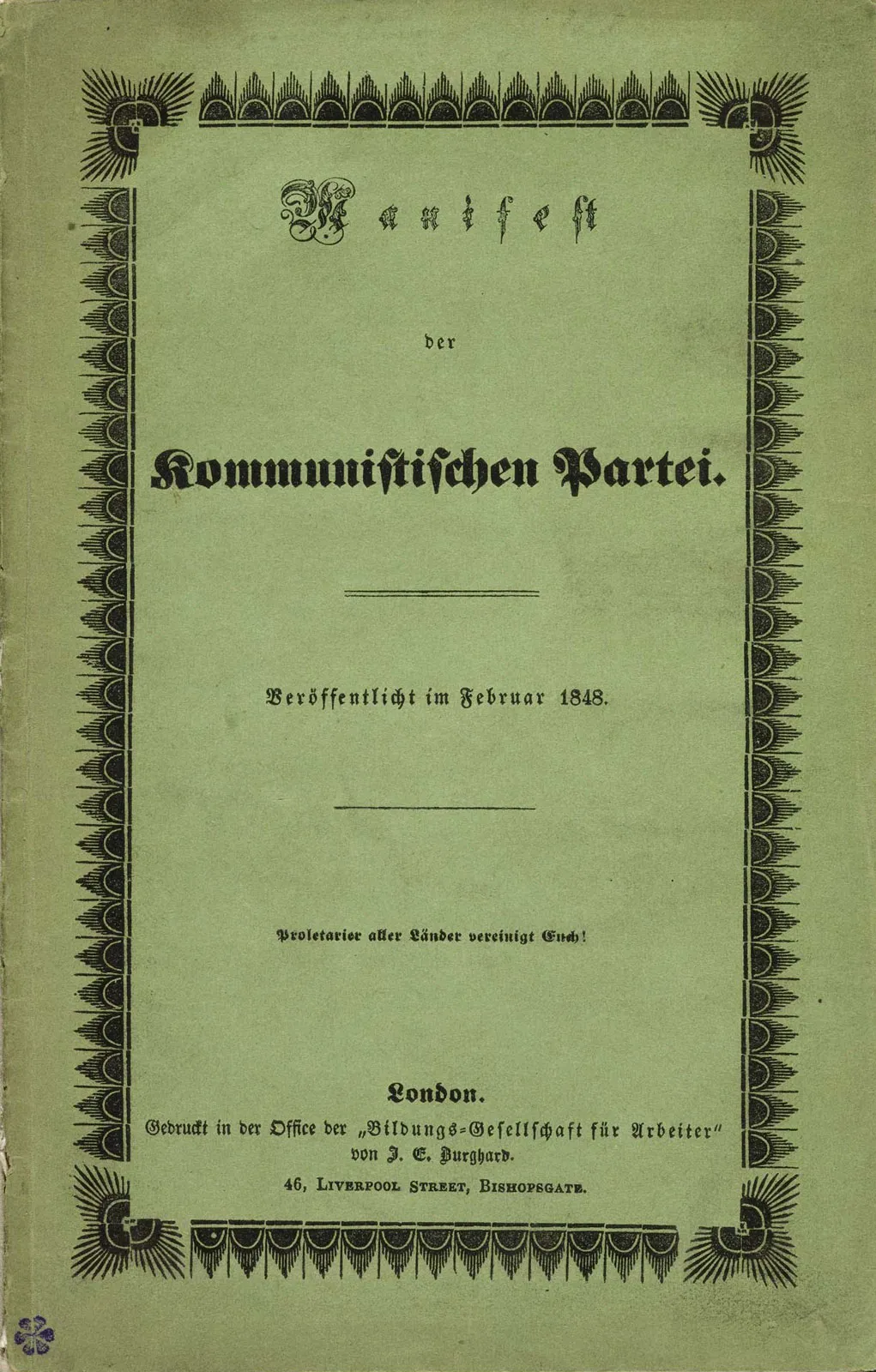
Manifest der kommunistischen Partei (Kommunistisches Manifest) 1848
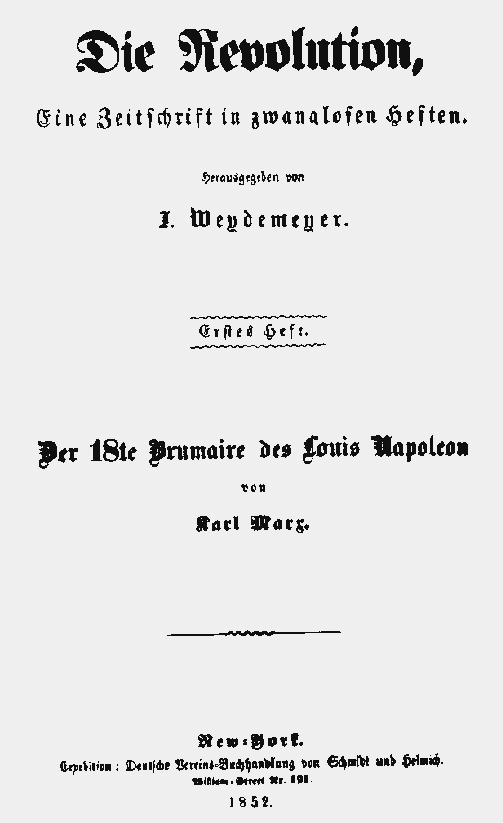
Karl Marx, Der achtzehnte Brumaire des Louis Bonaparte 1852

## Marxismus in der deutschen und österreichischen Sozialdemokratie

### 1848 bis 1933
Im Zuge der politischen Liberalisierungen der bürgerlichen Märzrevolution 1848/1849 in Deutschland begannen sich erstmals Arbeiter in gewerkschaftsähnlichen Vereinen zu organisieren. Daraufhin bildeten sich erste verschiedene Arbeiterorganisationen, die Vorläufer der Gewerkschaften und schließlich sozialdemokratische und sozialistische Parteien, wie der von Ferdinand Lassalle 1863 gegründete Allgemeine Deutsche Arbeiterverein (ADAV) und 1869 die marxistisch orientierte Sozialdemokratische Arbeiterpartei (SDAP) um Wilhelm Liebknecht und August Bebel als deutsche Sektion der ersten Internationale.
ADAV und SDAP vereinigten sich 1875 in Gotha unter dem Namen Sozialistische Arbeiterpartei Deutschlands (SAP) auf Basis des Gothaer Programms, welches von Marx wegen seiner kompromisslerischen Anpassung gegenüber dem reformorientierten ADAV kritisiert wurde (Kritik des Gothaer Programms). Unterdrückung, juristische Verfolgung und zeitweilige Verbote sowie die Sozialistengesetze zwischen 1878 und 1890 unter Reichskanzler Otto von Bismarck konnten die Mitgliederzuwächse von marxistischen Organisationen in diesem Zeitraum kaum stoppen und so ging dann 1890 aus der SAP die Sozialdemokratische Partei Deutschlands (SPD) hervor, die sich mit dem von Karl Kautsky und Eduard Bernstein ausgearbeiteten Erfurter Programm wieder stärker am Marxismus orientierte. Sie war zum damaligen Zeitpunkt die größte, ideologisch von Marx geprägte Partei und vereinigte Anhänger verschiedener marxistischer Strömungen in sich. In ihren Anfängen wurde die Partei durch einen starken linken/marxistischen Flügel, teils um die Person Rosa Luxemburgs versammelt, beeinflusst. Es gab um die Jahrhundertwende eine sehr kontroverse Diskussion über die politische Zielsetzung innerhalb der SPD, die u. a. durch den Aufsatz Sozialreform oder Revolution von Rosa Luxemburg zugunsten der Marxisten und der „Revolution“ entschieden wurde. Jedoch verlief der praktische politische Kurs der Partei, auch nach dem Aufsatz Die Voraussetzungen des Sozialismus und die Aufgaben der Sozialdemokratie (1899) von Eduard Bernstein, in Richtung einer bürgerlichen Sozialdemokratie (Demokratischer Sozialismus, Reformismus bzw. Revisionismus).
Beim Kriegsausbruch 1914 hatte die SPD die Vorkriegsbeschlüsse der II. Internationale missachtet und den Krieg durch Zustimmung zu den Kriegskrediten zunächst ohne Gegenstimme unterstützt. Ab September 1914 begannen die linken Oppositionellen sich zu sammeln und am 2. Dezember 1914 stimmte Karl Liebknecht als einziger Abgeordneter unter Missachtung des Fraktionszwangs der SPD gegen die Bewilligung der Kriegskredite. Die linken Kriegsgegner, unter ihnen Karl Liebknecht, Rosa Luxemburg, Franz Mehring und andere, formierten sich zunächst in der Gruppe „Internationale“, die am 1. Januar 1916 in Berlin eine Reichskonferenz abhielt. Da ihre „Politischen Briefe“ ab dieser Konferenz mit „Spartakus“ unterzeichnet waren, erhielt sie den Namen „Spartakusgruppe“. An die Stelle der „Politischen Briefe“ trat ab September 1916 das illegale Organ „Spartacus“.
Im April 1917 gründeten die Führer der aus der SPD ausgeschlossenen „Sozialdemokratischen Arbeitsgemeinschaft“ die „Unabhängige Sozialdemokratische Partei Deutschlands“ (USPD), der sich die „Spartakusgruppe“ unter dem Vorbehalt politisch-ideologischer Selbständigkeit anschloss und auf deren Gründungsparteitag mit einem eigenen revolutionären Programm auftrat. Auf ihrer illegalen Reichskonferenz am 7. Oktober 1918 in Berlin beschloss die „Spartakusgruppe“ ein Programm, das die sofortige Beendigung des Krieges, die revolutionäre Erringung demokratischer Rechte und Freiheiten und den Sturz des Imperialismus und Militarismus als Voraussetzung der sozialistischen Revolution forderte. Während der Novemberrevolution 1918 widersetzten sich die Führungen von SPD und USPD einer Initiative zur Umwandlung des Kaiserreiches in einen sozialistischen Staat, woraufhin vom 30. Dezember 1918 bis zum 1. Januar 1919 im Festsaal des preußischen Abgeordnetenhauses der konstituierende Parteitag der „Kommunistischen Partei Deutschlands“ (KPD) stattfand. Die Arbeiterbewegung spaltete sich endgültig in Reformisten (Sozialdemokraten) und Revolutionäre (Kommunisten).

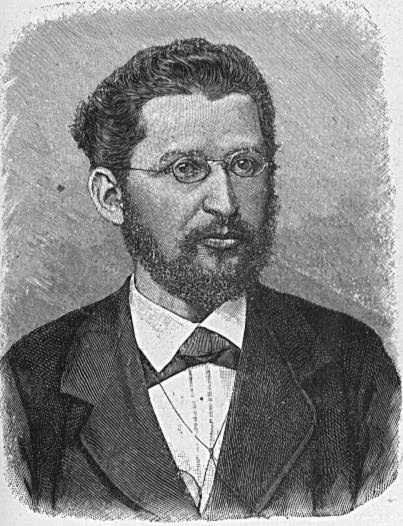
Eduard Bernstein war ein Vertreter des Reformismus
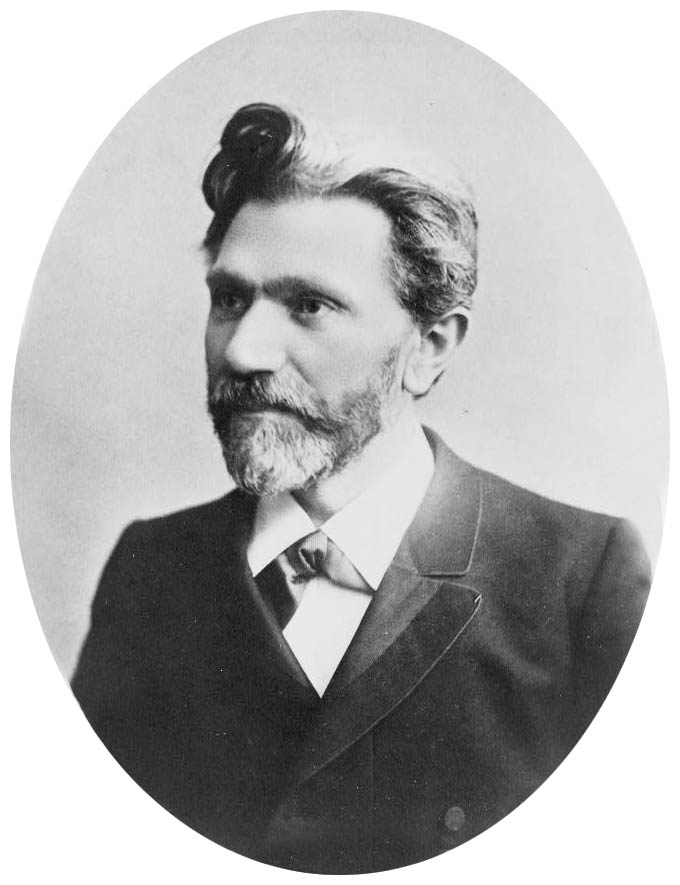
August Bebel, Antiimperialist und Mitbegründer der SPD
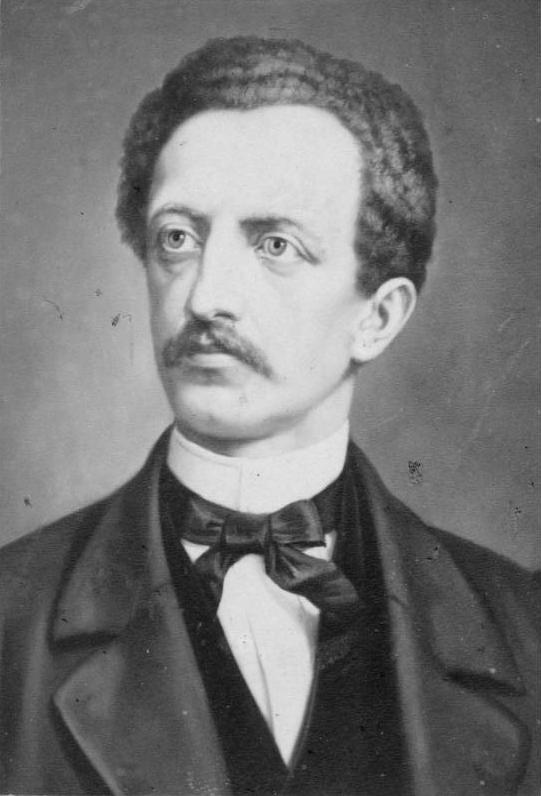
Ferdinand Lassalle, Arbeiterführer und einer der Gründerväter der deutschen Sozialdemokratie
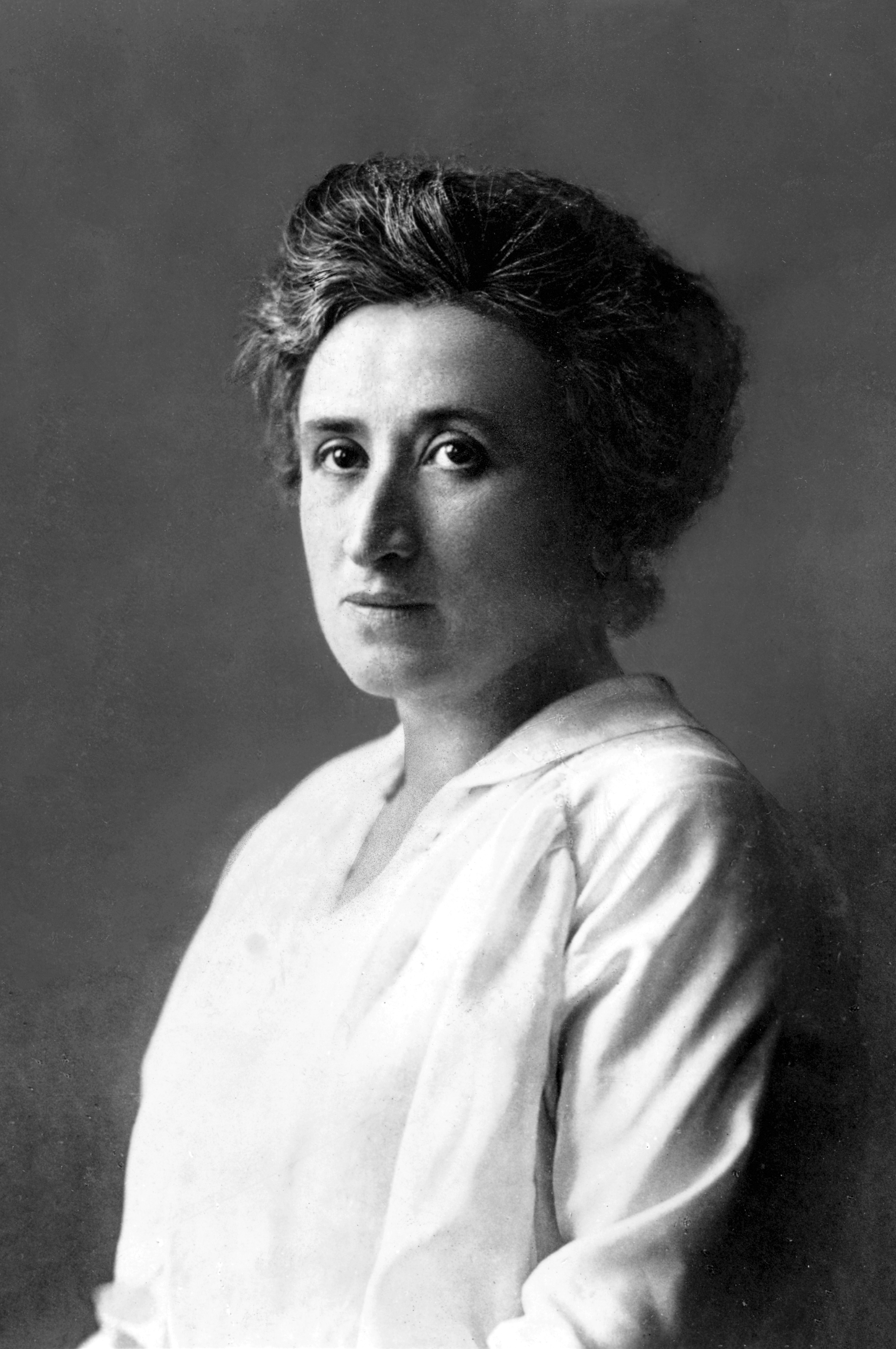
Rosa Luxemburg, marxistische Theoretikerin und engagierte Antimilitaristin
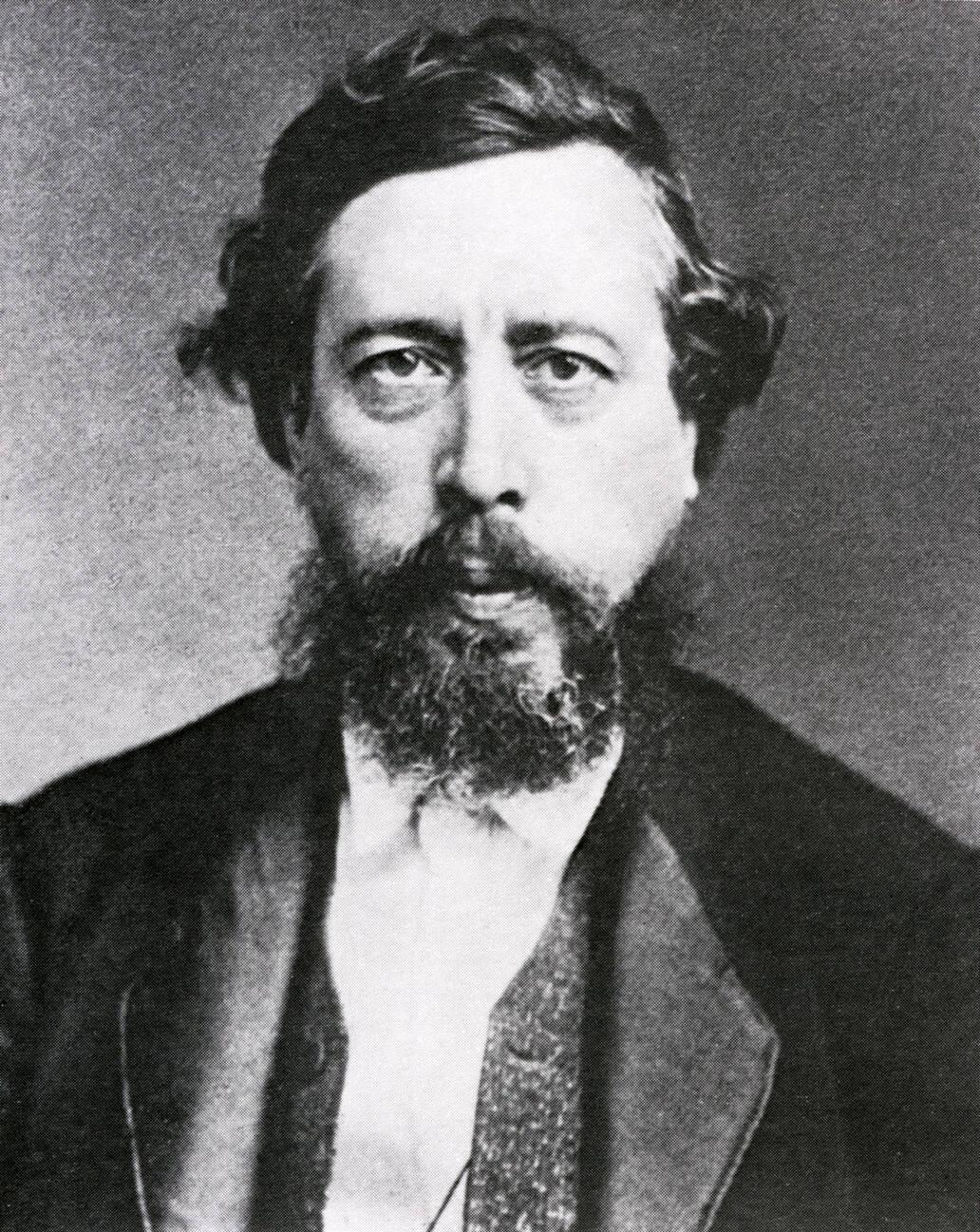
Wilhelm Liebknecht

### 1933 bis heute
1956 wurde die KPD vom Bundesverfassungsgericht als „verfassungsfeindlich“ verboten. (KPD-Verbot) 1959 legte die SPD endgültig mit dem Godesberger Programm ihre marxistische Weltanschauung als theoretische Grundlage ab, verpflichtet sich aber weiterhin dem Sozialismus.
Der Austromarxismus war eine Strömung im Rahmen des Marxismus, die vor allem in der Sozialdemokratie Österreichs im ersten Drittel des 20. Jahrhunderts verbreitet war. Unter dem Oberbegriff „Austromarxismus“ sind durchaus unterschiedliche Ansichten zu fassen. Insofern ist der Begriff tendenziell eher eine Herkunftsbeschreibung im Sinne einer österreichischen Schule des Marxismus als die klare Basis eines gemeinsamen inhaltlichen Nenners. Zum Austromarxismus können verschiedene Intellektuelle gerechnet werden, unter anderem Max Adler, Rudolf Hilferding, Otto Bauer, Karl Renner und Gustav Eckstein.
Ein gemeinsamer Nenner des Austromarxismus ist das Parteiprogramm der SDAP von 1926, das so genannte „Linzer Programm“. In diesem Programm, das hauptsächlich von Otto Bauer verfasst wurde, wurden die allgemeinen Grundprinzipien des Austromarxismus dargelegt. Dieses Programm der Austromarxisten versteht sich als Mittelweg zwischen sozialdemokratischem Reformismus und der damals vor allem von den Komintern-Parteien vertretenen revolutionären Orientierung.
siehe auch: Sozialdemokratie, Sozialistische Partei, Arbeiterbewegung, Arbeiterbewegung in Deutschland

## Marxismus in der Sowjetunion
Obwohl eines der mächtigsten Länder der Welt, war das zaristische Russland bis ins ausgehende 19. Jahrhundert noch überwiegend landwirtschaftlich geprägt. Vielerorts herrschten noch vorkapitalistische Feudalstrukturen (Feudalismus). Eine verstärkte Industrialisierung setzte vor allem seit der Regierung von Zar Nikolaus II. (ab 1894) ein. Das darauf schnell anwachsende Proletariat litt unter miserablen sozialen Verhältnissen. Eine linke Opposition gegen den Zarismus war im 19. Jahrhundert in Russland stärker als in den meisten anderen europäischen Ländern von sozialrevolutionären und anarchistischen Strömungen geprägt, wohingegen die organisierte marxistische Sozialdemokratie zu Beginn des 20. Jahrhunderts erst noch in ihren Anfängen steckte.
1898 wurde die Sozialdemokratische Arbeiterpartei Russlands (SDAPR) als Bund von drei marxistischen Organisationen gegründet, der jedoch schnell wieder verboten wurde. 1903 spaltete sich die Partei im Exil in die Bolschewiki („Mehrheit“), unter der Führung von Lenin, und Menschewiki („Minderheit“), nach Lenin durch „… den rein zufälligen Umstand, daß wir 1903 auf dem Parteitag in Brüssel-London die Mehrheit hatten“. Nachdem die Februarrevolution 1917 unter Führung der sozialdemokratischen Menschewiki nicht zum Austritt Russlands aus dem Ersten Weltkrieg geführt hatte, wurde Lenin mit Hilfe des Deutschen Reiches über Finnland nach St. Petersburg gebracht, um von dort eine weitere Revolution zu initiieren und einen Waffenstillstand auszuhandeln.
Die Oktoberrevolution 1917 war von Lenin und Leo Trotzki angeführt worden, Lenin blieb bis zu seinem Tod am 21. Januar 1924 die unbestrittene Führungsperson der Partei.
Er schuf ein Parteikonzept, nach der sie ein straff „organisierter Trupp“ und „Instrument der Diktatur des Proletariats“ sein sollte. (Siehe dazu auch Was tun?, Demokratischer Zentralismus und Leninismus)
Die Revolution wirkte sich stark auf die internationale Arbeiterbewegung aus: Ab 1918 wurden in ganz Europa kommunistische Parteien gegründet, die Mitgliedszahlen stiegen rapide an und es entstand bald ein offener Konflikt mit dem Bürgertum. Vor allem in Deutschland (Weimarer Republik) und Italien kam es zu teils bürgerkriegsähnlichen Zuständen. Als Benito Mussolini 1922 in Italien und Adolf Hitler 1933 in Deutschland die Macht übernahmen, wurden jegliche Arbeiterorganisationen zerschlagen oder in den Widerstand gedrängt.
Josef Stalin, der schon seit Beginn der Revolution an Macht gewann, definierte den Leninismus 1924 als „Marxismus der Epoche des Imperialismus und der proletarischen Revolution… die Theorie und Taktik der proletarischen Revolution im allgemeinen, die Theorie und Taktik der Diktatur des Proletariats im besonderen.“ („Über die Grundlagen des Leninismus“). Trotzki entwickelte hingegen als Reaktion auf den Stalinismus eigene Ideen, die zunächst abwertend Trotzkismus genannt wurden. Der Begriff wurde später von seinen Anhängern übernommen. Er stützte sich im Wesentlichen auf zwei Theorien: zum einen die Theorie der „permanenten Revolution“, der zufolge der Sozialismus als Übergangsgesellschaft zum Kommunismus nur auf internationaler Ebene funktionieren kann, weswegen die ganze Welt durch eine Revolution vom Kapitalismus befreit werden muss. Zum anderen die Analyse der Sowjetunion als „degenerierter Arbeiterstaat“, indem eine Bürokratie die Macht usurpiert hatte.
Nach Lenins Tod entbrannte innerhalb der KPdSU ein Machtkampf zwischen Stalin und Trotzki, der die Linke Opposition anführte. Stalin entschied diese Auseinandersetzung durch Manipulationen, die er der Nachwelt überlieferte, für sich und konzentrierte bald genug Macht in seiner Person, um Trotzki 1927 aus der KPdSU auszuschließen. Später wurde Trotzki noch die sowjetische Staatsbürgerschaft entzogen. Er floh über Umwege nach Mexiko, wo er nach unzähligen anti-stalinistischen Veröffentlichungen 1940 von einem Agenten Stalins ermordet wurde. Von 1929 bis 1953 war Stalin quasi Alleinherrscher über das Sowjetreich, in dieser Zeit setzte er seine politischen Vorstellungen mit brachialer Gewalt und paranoider Angst vor Verschwörungen von innen durch (Stalinismus). Der Stalinismus basierte auf der Theorie des „Sozialismus in einem Land“, der Verstärkung von Klassenkämpfen und kompromissloser Führung nach innen und nach außen. Die Klassenkämpfe sollten möglichst schnell die Entwicklung der Gesellschaft zum Kommunismus herbeiführen und so das Proletariat befreien. Praktisch war dieser Grundsatz die Legitimation für verstärkte Säuberungswellen und Konzentrationslager (Gulag).
1941 griff die Armee Adolf Hitlers trotz eines Freundschafts- und Nichtangriffspaktes die Sowjetunion an (Zweiter Weltkrieg) und besetzte die westlichen Teile des Landes, doch konnte die UdSSR die deutsche Wehrmacht nach großen Anstrengungen zurückschlagen und schließlich im Mai 1945 Berlin besetzen. Stalin blieb danach noch acht Jahre Führer der UdSSR. Nach Stalins Tod 1953 erfolgte unter der Führung von Nikita Chruschtschow der Beginn der Entstalinisierung (siehe auch XX. Parteitag der KPdSU, 1956) und die sogenannte Tauwetterperiode, wobei im weiteren Verlauf der Geschichte der Sowjetunion aber wieder eine teilweise Rehabilitierung Stalins einsetzte. Der letzte mächtige Politbürochef Michail Gorbatschow leitete die endgültige Abkehr vom Personenkult um Stalin, sowie tiefgreifende Reformen (Perestroika und Glasnost) ein, worauf dann der Verlust der Satellitenstaaten und damit am Ende des Jahres 1991 der Zusammenbruch der Sowjetunion folgte.
siehe weiterführend: Marxismus-Leninismus, Kommunistische Partei, Legale Marxisten, Arbeiterbewegung, Realsozialismus

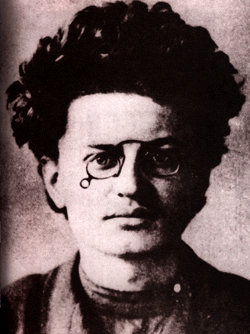
Leo Trotzki (1900) war ein Anführer der Oktoberrevolution 1917 in Russland, sowjetischer Politiker und marxistischer Theoretiker
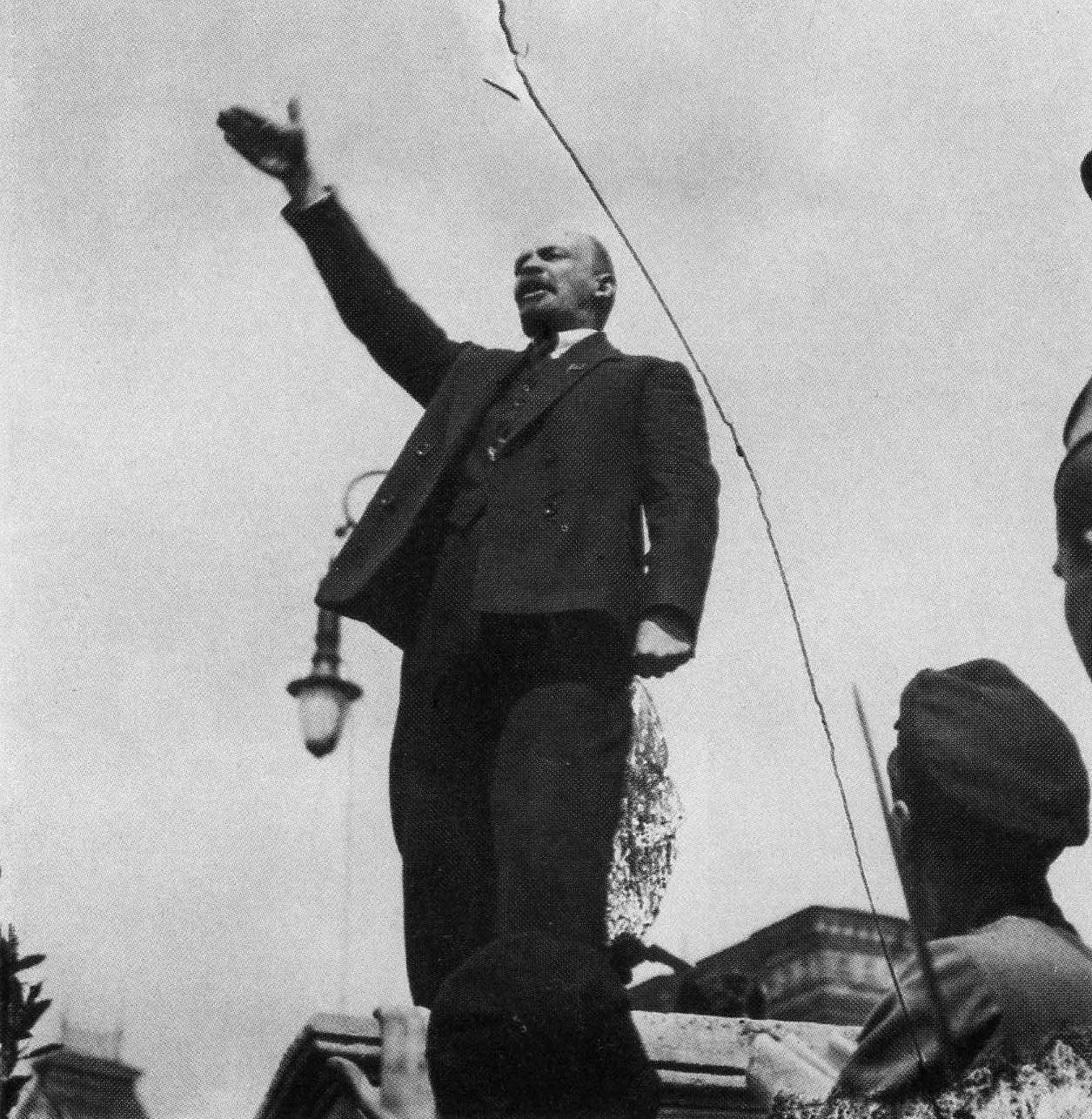
Lenin war einer der führenden Köpfe der Oktoberrevolution 1917 in Russland, Politiker, Autor theoretischer und philosophischer Schriften des Marxismus
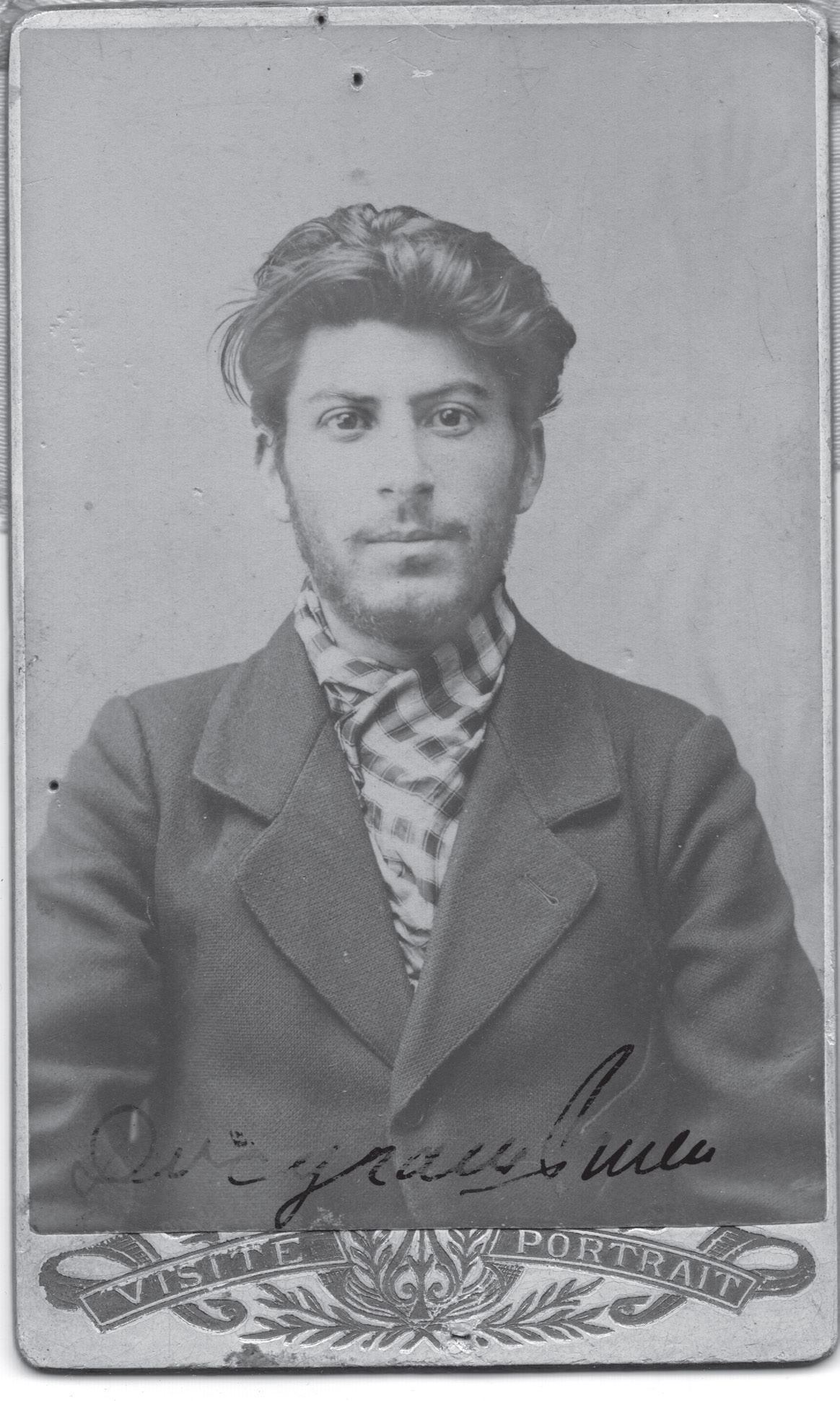
Josef Stalin, Revolutionär und Diktator der UdSSR
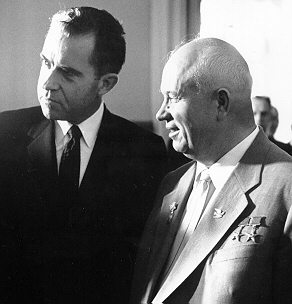
Nikita Chruschtschow (rechts), sowjetischer Politiker und Begründer der Entstalinisierung

## Marxismus in der „Dritten Welt“
In der Dritten Welt griffen zur Mitte des 20. Jahrhunderts antikoloniale Befreiungsbewegungen im Zuge der Entkolonialisierung oftmals marxistische Ansätze auf, wobei sich speziell in Südamerika auch eine an marxistischen Ansätzen orientierende Befreiungstheologie bildete.
1949 errang Mao Zedong mit der Kommunistischen Partei die Macht in China. Mao, dessen wichtigster Verbündeter bis 1965 die UdSSR war, herrschte auf der Grundlage des Maoismus bis 1976. Der Maoismus war eine totalitäre Weiterentwicklung des Marxismus-Leninismus und Stalinismus, in der der Fortschritt eine zentrale Rolle einnahm. Die Menschen sollten sich Mao und der Partei unterordnen und den Sozialismus nicht zur Erleichterung nutzen. Im Gegensatz zur „Assoziation der freien Produzenten“ nach Marx waren die Arbeiter unter Mao Zedong starken Zwängen unterworfen. Mao Zedong, der durch den „Großen Sprung nach vorn“, eine Kampagne, die die Wirtschaftskraft der Volksrepublik China stärken sollte und eine verheerende Hungersnot zur Folge hatte, politisches Vertrauen innerhalb der Partei verloren hatte, versuchte seine Vorstellungen eines maoistischen Staates durch die 1966 ins Leben gerufene Kulturrevolution in die Tat umzusetzen. Diese „Revolution“ bestimmte bis zu Mao Zedongs Tod das politische Geschehen in China und führte zu exzessiven Morden, Misshandlungen, Zerstörungen kultureller Güter und Restriktionen gegenüber dem Volk. Nach dem Tod Maos öffnete sich China wieder mehr und mehr westlichem Kapital und damit dem Kapitalismus.
Die Việt Minh unter Führung Hồ Chí Minhs kämpften in Vietnam während des Zweiten Weltkrieges (wie die KP Chinas in China) gegen die japanische Besatzungsmacht und gegen das französische Kolonialsystem in Vietnam. Nach der Augustrevolution 1945 wurde am 2. September 1945 die Demokratische Republik Vietnam ausgerufen. Frankreich trat daraufhin in den Indochinakrieg ein, aus dem auf der Indochinakonferenz 1954 eine Teilung Vietnams in Nordvietnam unter Führung Hồ Chí Minhs, und Südvietnam hervorging. Der Zweite Indochinakrieg gegen die USA endete am 1. Mai 1975 mit einem Sieg der Kommunisten und einer Wiedervereinigung Vietnams, die „Sozialistische Republik Vietnam“ besteht bis heute.
Nachdem 1959 in Kuba die Revolution erfolgreich war, erklärte Fidel Castro erst 1961 seine Revolte zu einer „sozialistischen Revolution“. Als am 2. Dezember 1961 dann die Sozialistische Republik proklamiert wurde, wurde Kuba damit als ein marxistisch-leninistischer Staat definiert. Im Kalten Krieg beschränkten sich die Politik- und Wirtschaftsbeziehungen auf sozialistische Staaten wie die UDSSR oder China, wobei es während der Kubakrise fast zu einem offenen Konflikt zwischen den Weltmächten gekommen wäre. Nach dem Zusammenbruch der Sowjetunion folgte eine schwere Wirtschaftskrise und dann eine Öffnung gegenüber Konzernen und Touristen. Nach dem Rücktritt Castros im Jahr 2008 zeichnet sich jedoch unter seinem Nachfolger, seinem Bruder Raúl Castro eine vorsichtige Reform des bestehenden Systems ab.
International verfolgte Castros einstiger Weggefährte Ernesto Che Guevara die sozialistische Revolution auch in anderen Entwicklungsländern, vor allem in Afrika und Südamerika, zum Sieg zu verhelfen und somit die als imperialistisch empfundene USA zu schwächen bzw. deren Einfluss vor allem in Lateinamerika zu unterbinden. Sein Tod 1967 in Bolivien im Namen einer revolutionären Bewegung machte ihn zu einem Märtyrer linker Unabhängigkeits- und Befreiungsbewegungen in der ganzen Welt.
Kim Il-sung führte von 1948 bis 1994 in Nordkorea eine Diktatur auf der Grundlage des real existierenden Sozialismus mit Orientierung am Maoismus an. Die offizielle Staatsideologie ist die sogenannte Chuch’e-Idee. Nordkorea wurde und wird wirtschaftlich von China unterstützt, so zum Beispiel während des Koreakrieges (1950–1953). Nach dem Tode Kim Il-sungs übernahm sein Sohn Kim Jong-il alle Macht und führt die Demokratische Volksrepublik Korea im Stil seines Vaters weiter.
Auch in Chile wurde mit dem Wahlsieg Salvador Allendes 1970, der Versuch eines Demokratischen Sozialismus unternommen. Durch einen von den USA unterstützten Militärputsch wurde er 1973 gestürzt und kam in dessen Verlauf ums Leben.
In jüngster Zeit versucht der zwischen 1999 und 2013 amtierende Präsident Venezuelas Hugo Chávez mit dem von ihm entwickelten Bolivarismus eine ähnliche Politik, dabei stützt er sich auf die Schriften des deutschen Sozialwissenschaftlers Heinz Dieterich, der mit seinem Konzept vom Sozialismus des 21. Jahrhunderts den Marxismus grundlegend reformieren will.

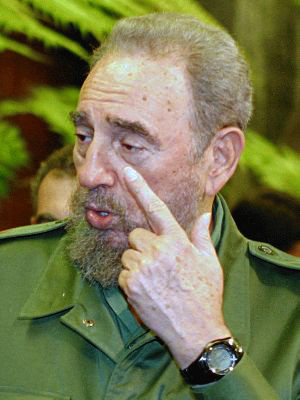
Fidel Castro, Revolutionär und Politiker in Kuba
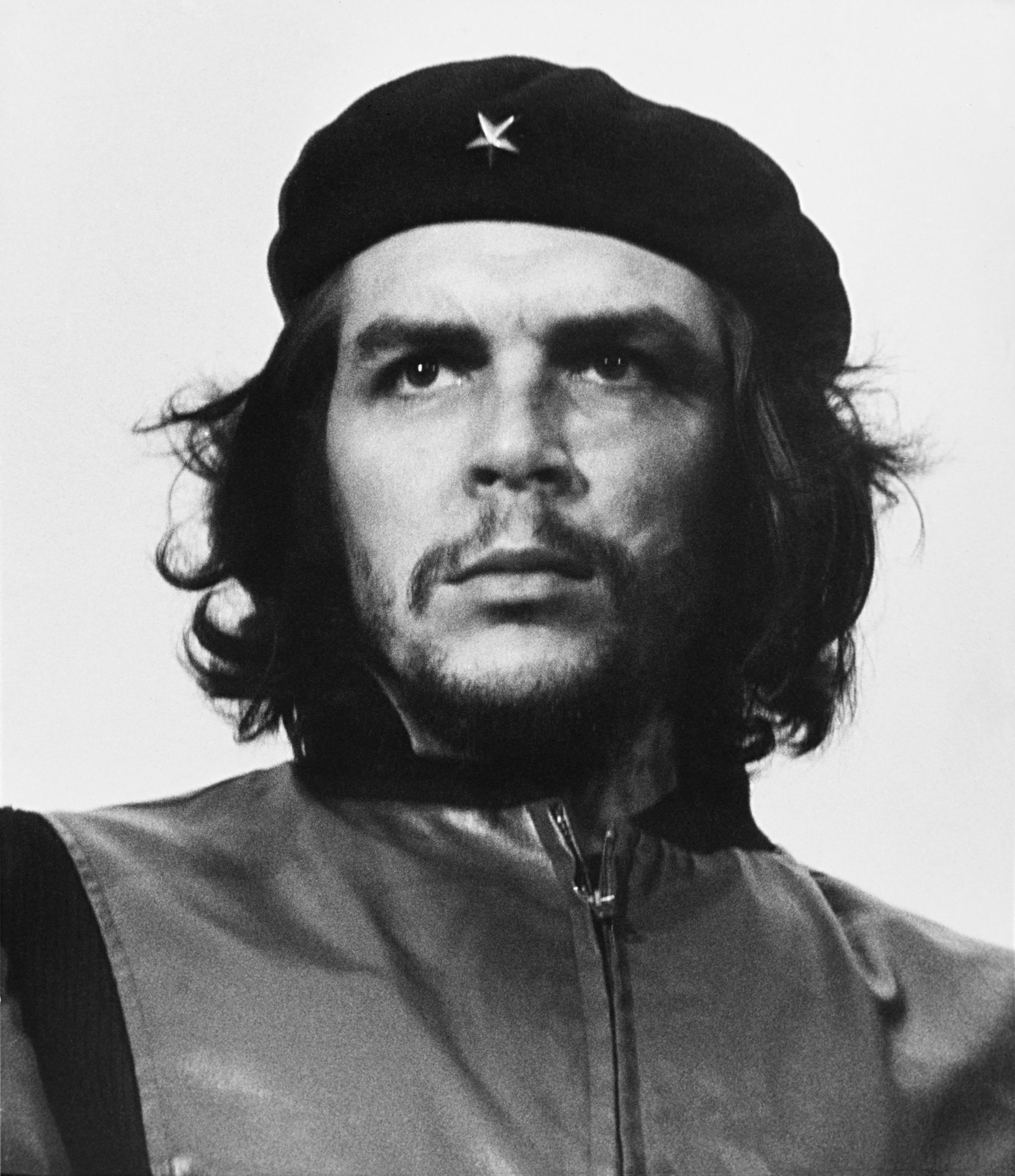
Ernesto Che Guevara, internationaler Revolutionär und marxistischer Antiimperialismus-Theoretiker
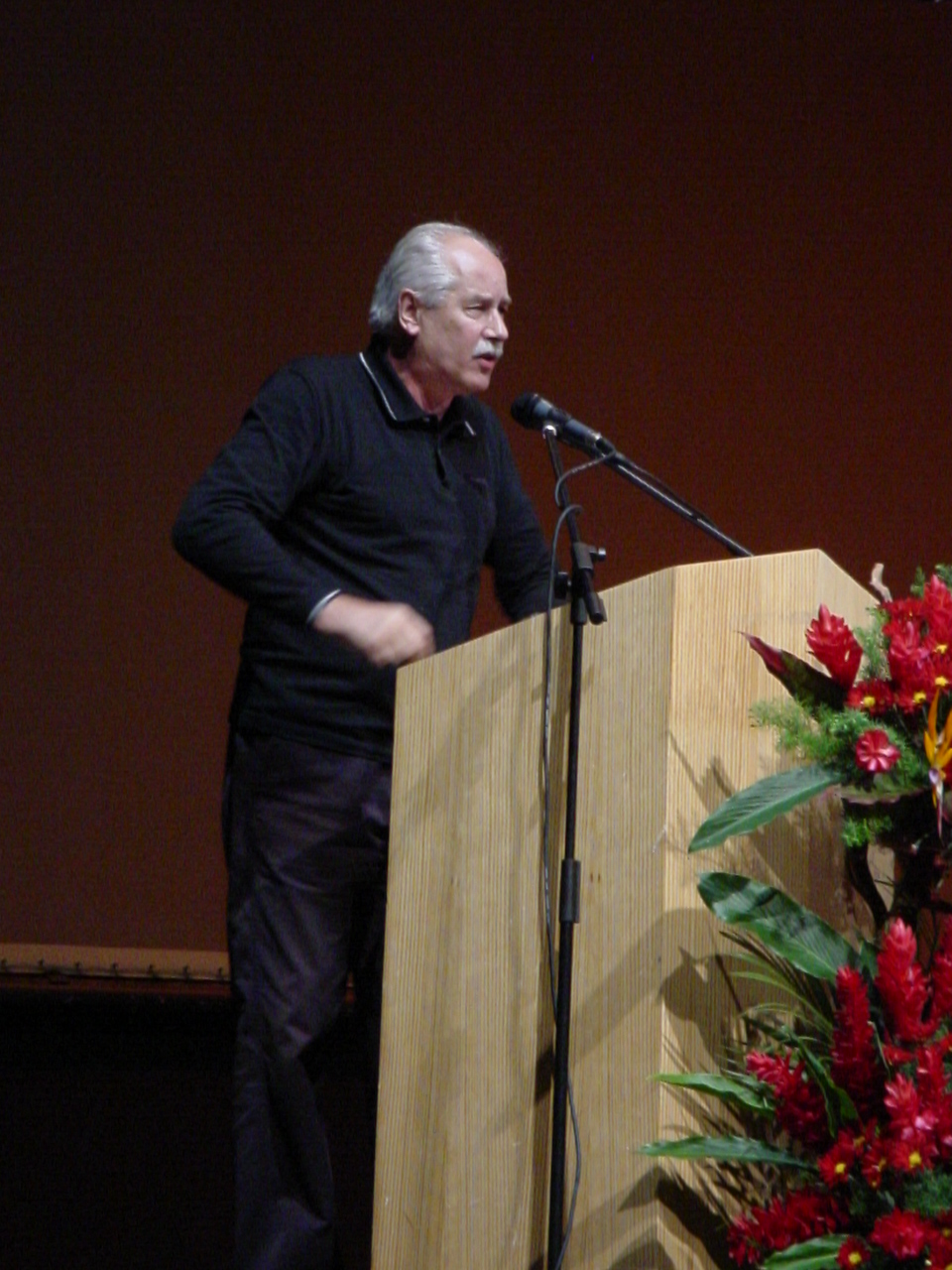
Heinz Dieterich, Sozialwissenschaftler und Begründer der Theorie vom Sozialismus des 21. Jahrhunderts

## „Westlicher Marxismus“ / neomarxistische Strömungen
„Neomarxismus“ bezeichnet an Marx anknüpfende Denkrichtungen, welche seit Ende der 1910er Jahre von einer orthodoxen Betrachtung der marxschen Theorie abweichen, sich von einer „dogmatisierenden“ Auslegung des Marxismus abgrenzen und besonders im Widerspruch zur Marxistisch-Leninistischen Denktradition und dessen realen Umsetzungen zu verorten sind. Dennoch sind die Theorien Lenins, Trotzkis oder Rosa Luxemburgs bedeutend für den neomarxistischen Diskurs. Zu den bedeutendsten frühen Theoretikern des Neomarxismus zählen Karl Korsch, Georg Lukács, Ernst Bloch und Antonio Gramsci:
Karl Korsch überwand mit seinem Werk Marxismus und Philosophie als erster den „dogmatischen“ Diskurs über marxistische Theorie, indem er die marxistische Geschichtstheorie kritisch auf die Entwicklung des Marxismus selbst anwandte.
Kernbegriffe marxistischer Theorie, die Georg Lukács einer Analyse unterzog, sind Entfremdung, Verdinglichung und Klassenbewusstsein. Lukács geht unter anderem davon aus, dass mit Fortdauer der Kapitalisierung einer Gesellschaft immer mehr Subsysteme derselben kapitalistische Strukturen aufweisen (Bildungsstätten werden zu Bildungsbetrieben, die wie Unternehmen wirtschaften müssen; der Staat soll wie ein Unternehmen geführt werden usw.). Das bedeutet: der Verdinglichungsprozess bestimmt alle gesellschaftlichen Verhältnisse. Sein bedeutendstes Werk ist Geschichte und Klassenbewußtsein.
Ernst Bloch versuchte, den Marxismus für einen Wärmestrom empfindsam zu machen, da die Menschen nicht nur mit rationalen (kalten) Argumenten zu erreichen seien, sondern aufgrund ungleichzeitiger Entwicklungen auf einer tieferen Ebene individueller, psychologisch begründeter Empfindungen angesprochen werden müssten. Er verwies dazu auf unabgegoltene Kämpfe in der Geschichte und auf den Vorschimmer einer herrschaftsfreien Welt, welcher in konkreten Utopien sichtbar werde. Mitte der 1950er Jahre, kurz nach Fertigstellung seines Hauptwerkes Das Prinzip Hoffnung verließ er die DDR, da Schüler von ihm inhaftiert wurden.
Antonio Gramsci, Mitbegründer der PCI, verfasste mit seinen Gefängnisheften eines der bedeutendsten Werke des Neomarxismus. Hauptbegriff seiner theoretischen Darlegungen ist die Hegemonie, verstanden als die „einheitliche Herausbildung eines kollektiven Bewußtseins“ und als „Verbreitung einer homogenen Denk- und Handlungsweise“ (Heft 1 § 43). Mit seinen Werken beeinflusste Gramsci nicht nur marxistische Denker, sondern die europäische Theoriebildung in den Sozial- und Politikwissenschaften. Ebenso legte er theoretische Grundsteine für den Eurokommunismus.
Der Eurokommunismus ist eine der bedeutendsten neomarxistisch geprägten politischen Strömungen. Dieser setzte sich für Veränderungen innerhalb der pluralistischen Demokratien (des Westens, einschließlich Japans) ein. Die begrifflich getroffene Abgrenzung gegenüber dem „Realsozialismus“, besonders in den 1970er und 1980er Jahren, wurde nach dem Zusammenbruch der UdSSR ungebräuchlich und ist heute selten. Bedeutende, im historischen Kontext zu bezeichnende, eurokommunistische Parteien kandidierten in Italien, Spanien und kurzzeitig in Frankreich.
Die erstmals in den 30er Jahren von Max Horkheimer begründete und bis 1959 bestehende Frankfurter Schule am Institut für Sozialforschung entwickelte mit ihrer Kritischen Theorie eine von der abendländischen Vernunftkritik beeinflusste, ideologiekritische Sozialphilosophie und Gesellschaftstheorie, die sich mit gesellschaftlichen und historischen Bedingungen der Theoriebildung (Ideologie) in Gesellschaften auseinandersetzt, speziell mit der des Spätkapitalismus. Mit dieser Kritik war zugleich der Anspruch verbunden, die gesellschaftlichen Verhältnisse zu verändern. Bedeutende Vertreter neben Horkheimer sind Theodor W. Adorno, Walter Benjamin, Erich Fromm und Herbert Marcuse. Die Frankfurter Schule übte Einfluss auf die Neue Linke, andere neomarxistische Strömungen und sozialwissenschaftliche Fachdebatten aus.
Der Titoismus war eine durch Josip Broz Tito in Jugoslawien entwickelte marxistische Bewegung, die sich stark am Föderalismus, Arbeiterselbstverwaltung und an der Blockfreiheit orientierte.
Louis Althusser gilt als einer der einflussreichsten europäischen marxistischen Philosophen der 1960er und 1970er Jahre. Althusser, der unter anderem von der Psychoanalyse Jacques Lacans, von der politischen Theorie Antonio Gramscis, von der Philosophie Spinozas sowie von der Epistemologie Gaston Bachelards beeinflusst war, unterzog das Werk von Karl Marx einer strukturalen Lesart.
Mit der Regulationstheorie, den Neogramscianismus oder den Cultural Studies finden sich weitere wissenschaftlich anerkannte neomarxistische Theorien in der sozialwissenschaftlichen Wissenschaftsgemeinde.
siehe auch: Praxis-Gruppe, Weltsystem-Theorie, Critical legal studies, Wertkritik

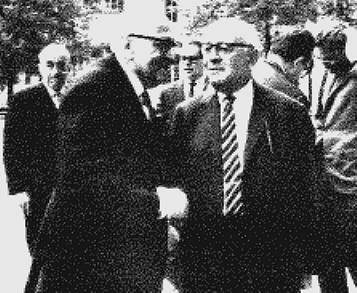
Adorno (rechts), Horkheimer (links) & Habermas (hinten rechts)

## Wissenschaftliche Zeitschriften
- Beiträge zur Marx-Engels-Forschung - Neue Folge
- Jahrbuch für Forschungen zur Geschichte der ArbeiterbewegungISSN 1610-093X
- Jahrbuch für historische Kommunismusforschung (JHK)